# Thủ phủ
Thủ phủ là trung tâm hành chính của một đơn vị hành chính cấp địa phương, như tiểu bang, vùng, hạt, tỉnh, huyện, xã, tổng... Trong tiếng Việt, thủ phủ của một tỉnh được gọi là tỉnh lỵ, thủ phủ của một huyện được gọi là huyện lỵ.
Dưới chính thể Việt Nam Cộng hòa, vốn không dùng "huyện" mà dùng "quận" nên thủ phủ của một quận được gọi là quận lỵ. Dưới thời phong kiến, người ta cũng dùng từ lỵ sở với nghĩa tương tự như thủ phủ.
"Thủ phủ" là một từ Hán Việt, có lẽ ban đầu được dùng để chỉ trung tâm hành chính của một phủ. 
Từ "thủ phủ" trong tiếng Anh là "capital" có nguồn gốc từ tiếng Latin có nghĩa là "đầu" (head) hay "thủ" (Hán Việt).